# Крылатское (станция метро)
«Крыла́тское» — станция Арбатско-Покровской линии (первоначально — Филёвской линии) Московского метрополитена. Расположена между станциями «Молодёжная» и «Строгино». Получила название от одноимённого района, в котором находится.

## История
Станция была открыта 31 декабря 1989 года в ходе продления Филёвской линии на север, в крупный жилой район Крылатское. Стала 139-й станцией Московского метрополитена.
Первоначально планировалось открыть станцию в ноябре, к очередной годовщине Октябрьской революции, однако из-за начавшегося в 1989 году в стране экономического кризиса срок сдачи станции был сдвинут — впервые за всю историю Московского метрополитена. Возведением станции занималось СМУ-11 Мосметростроя под руководством А. Евтихина.
До 2 января 2008 года, когда линия была продлена на север в Строгино, станция была конечной Филёвской линии. Одновременно с продлением участок «Кунцевская» — «Крылатское» вошёл в состав Арбатско-Покровской линии.

## Оформление
Оформление станции посвящено теме спорта и физкультуры. В станционном зале размещены бронзовые изображения спортсменов. Путевые стены облицованы белым и серым мрамором, пол выложен серым и чёрным гранитом. Характерная особенность — асимметричность свода: с одной стороны в своде имеются ниши, которые, сужаясь, поднимаются вверх по своду. Архитекторы станции: Н. И. Шумаков, Г. С. Мун, А. М. Мосийчук. Подъём к южному вестибюлю украшен бронзовой скульптурной композицией, созданной А. М. Мосийчуком. Она представляет собой дугу, с одной стороны которой — девушка с крыльями, а с другой юноша с мячом.
До продления линии в Строгино оформление станции было несколько иным: в частности, светильники были не над всеми скамейками и имели оригинальную форму.
Наименования станции, как и у ещё пяти  станций метро Москвы («Красногвардейская», «Коньково», «Воробьёвы горы», «Славянский бульвар» и «Текстильщики (БКЛ)»), расположены не на путевых стенах, а в центре зала.

## Станция в цифрах
Глубина заложения — 9,5 метра. Пассажиропоток по станции составляет 35,9 тыс. чел./сутки на вход и 34,3 тыс. чел./сутки на выход (по данным 2002 года). Пикет — ПК165+15. Расстояние по путям до станции «Молодёжная» — 1918 метров. Расстояние по путям до станции «Строгино» составляет 6627 метров, а в случае достройки и открытия на этом перегоне промежуточной станции «Троице-Лыково» расстояние до неё составит 4454 метра, часть пути находится на нижнем ярусе Северо-Западного тоннеля.
- Таблица времени прохождения первого поезда через станцию[1]:

| По чётным числам               | Будние дни | Выходные дни |
| По нечётным числам             | Будние дни | Выходные дни |
| В сторону станции «Молодёжная» | 05:50:00   | 05:49:00     |
| В сторону станции «Молодёжная» | 05:57:00   | 05:56:00     |
| В сторону станции «Строгино»   | 05:45:00   | 05:45:00     |
| В сторону станции «Строгино»   | 05:43:00   | 05:43:00     |

## Вестибюли и пересадки
На станции два подземных вестибюля, имеющие выходы в подземные переходы под Осенним бульваром. Каждый вестибюль связан с платформой лестницей и двумя эскалаторами.

## Техническая характеристика
Конструкция станции — односводчатая мелкого заложения. Свод из монолитного железобетона опирается на предварительно сооружённые «стены в грунте». Станция несимметрична относительно продольной вертикали. Глубина заложения 9,5 м.

## Достопримечательности
Станция расположена в относительно новом районе, поэтому поблизости практически отсутствуют исторические достопримечательности, за исключением Храма Рождества Пресвятой Богородицы, построенного в 1862—1877 годах и относящегося к Михайловскому благочинию Москвы. Рядом с храмом расположен источник, почитаемый чудотворным. Храм располагается посредине ландшафтного парка Крылатские холмы.
Северный выход со станции расположен поблизости от Площади Защитников Неба.

## Расписание
Станция открывается на вход пассажиров в 05:35. Первый поезд отправляется по нечётным числам в 5:46, по чётным числам в 5:51:15.

## Путевое развитие
Перед станцией со стороны «Молодёжной» имеется пошёрстный съезд. Оборотные тупики отсутствуют. До продления линии поезда производили посадку как со 2-го, так и с 1-го пути, уходя при этом в сторону «Молодёжной» по перекрёстному съезду.
По данным ГУП «Московский метрополитен» на 2018 год, перегон «Крылатское» — «Строгино» — самый длинный перегон в Московском метро (исключая техническую платформу «Троице-Лыково», которая не является пассажирской). Его общая протяжённость составляет 6625 метров. Время поездки на средней скорости составляет примерно 7 минут.

## Наземный общественный транспорт
На этой станции можно пересесть на следующие маршруты городского пассажирского транспорта:
- Автобусы: м35, 129, 229, 251, 259, с280, 376, 688, 732, 829, 832, т19, н14

## Галерея
| - Зал станции - Южный выход - Скамейки - Светильники - Строительство станции |